# Hyper-converged infrastructure
Hyper-converged infrastructure (HCI) er en software-defineret it-infrastruktur, der virtualiserer alle elementerne i konventionelle "hardware-definerede" systemer. HCI omfatter som minimum virtualiseret databehandling (en hypervisor), softwaredefineret baggrundslager og virtualiseret netværk (softwaredefineret netværk). HCI kører typisk på kommercielle commercial-off-the-shelf (COTS) servere.
Den primære forskel mellem converged infrastructure og hyper-converged infrastructure er, at i HCI er både SAN-netværket og de underliggende baggrundslager-abstraktioner implementeret virtuelt i software (ved eller via hypervisoren) snarere end fysisk i hardware. Fordi softwaredefinerede elementer er implementeret i konteksten af hypervisoren, kan styring af alle ressourcer fødereres (deles) på tværs af alle forekomster af en hyper-converged infrastructure.